# NGC 6841
NGC 6841 is een elliptisch sterrenstelsel in het sterrenbeeld Boogschutter. Het hemelobject werd op 28 september 1834 ontdekt door de Britse astronoom John Herschel.

## Synoniemen
- ESO 461-23
- MCG -5-47-11
- PGC 63881